# Waidring
Waidring é um município da Áustria, situado no distrito de Kitzbühel, no estado do Tirol. Tem 63,71 km² de área e sua população em 2019 foi estimada em 2.039 habitantes.